# Halyna Obleščuk
Halyna Jaroslavivna Obleščuk (in ucraino Галина Ярославівна Облещук?; Ivano-Frankivs'k, 23 febbraio 1989) è una pesista ucraina.

## Palmarès
| Anno | Manifestazione   | Sede           | Evento         | Risultato | Prestazione | Note |
| ---- | ---------------- | -------------- | -------------- | --------- | ----------- | ---- |
| 2011 | Europei indoor   | Parigi         | Getto del peso | 11ª       | 16,21 m     |      |
| 2011 | Europei under 23 | Ostrava        | Getto del peso | 6ª        | 16,87 m     |      |
| 2012 | Mondiali indoor  | Istanbul       | Getto del peso | 16ª (q)   | 16,39 m     |      |
| 2013 | Europei indoor   | Göteborg       | Getto del peso | 13ª (q)   | 16,81 m     |      |
| 2013 | Mondiali         | Mosca          | Getto del peso | 9ª        | 18,08 m     |      |
| 2014 | Mondiali indoor  | Sopot          | Getto del peso | 16ª (q)   | 16,74 m     |      |
| 2015 | Mondiali         | Pechino        | Getto del peso | 19ª (q)   | 16,97 m     |      |
| 2016 | Europei          | Amsterdam      | Getto del peso | 16ª (q)   | 16,30 m     |      |
| 2016 | Olimpiadi        | Rio de Janeiro | Getto del peso | 34ª (q)   | 15,81 m     |      |